# Ceraunius
Ceraunius  è una caratteristica di albedo della superficie di Marte.